# Juan Cavestany
Juan Cavestany (Madrid, 27 de abril de 1967) es un dramaturgo, guionista y director de cine español. Ganador del premio Max de 2010 al mejor autor teatral en castellano por la obra Urtain.

## Biografía
Cavestany nació en Madrid (España). Estudió Ciencias Políticas en la UCM y ejerció de periodista para el diario El País entre 1993 y 1999, como corresponsal en Nueva York. Allí comenzó a escribir algunas piezas cortas de teatro, colaborando desde  sus  comienzos  con  la  compañía de teatro Animalario, donde coincidió con Alberto San Juan, Roberto Álamo, Nathalie Poza, Willy Toledo, Ernesto Alterio y Andrés Lima.

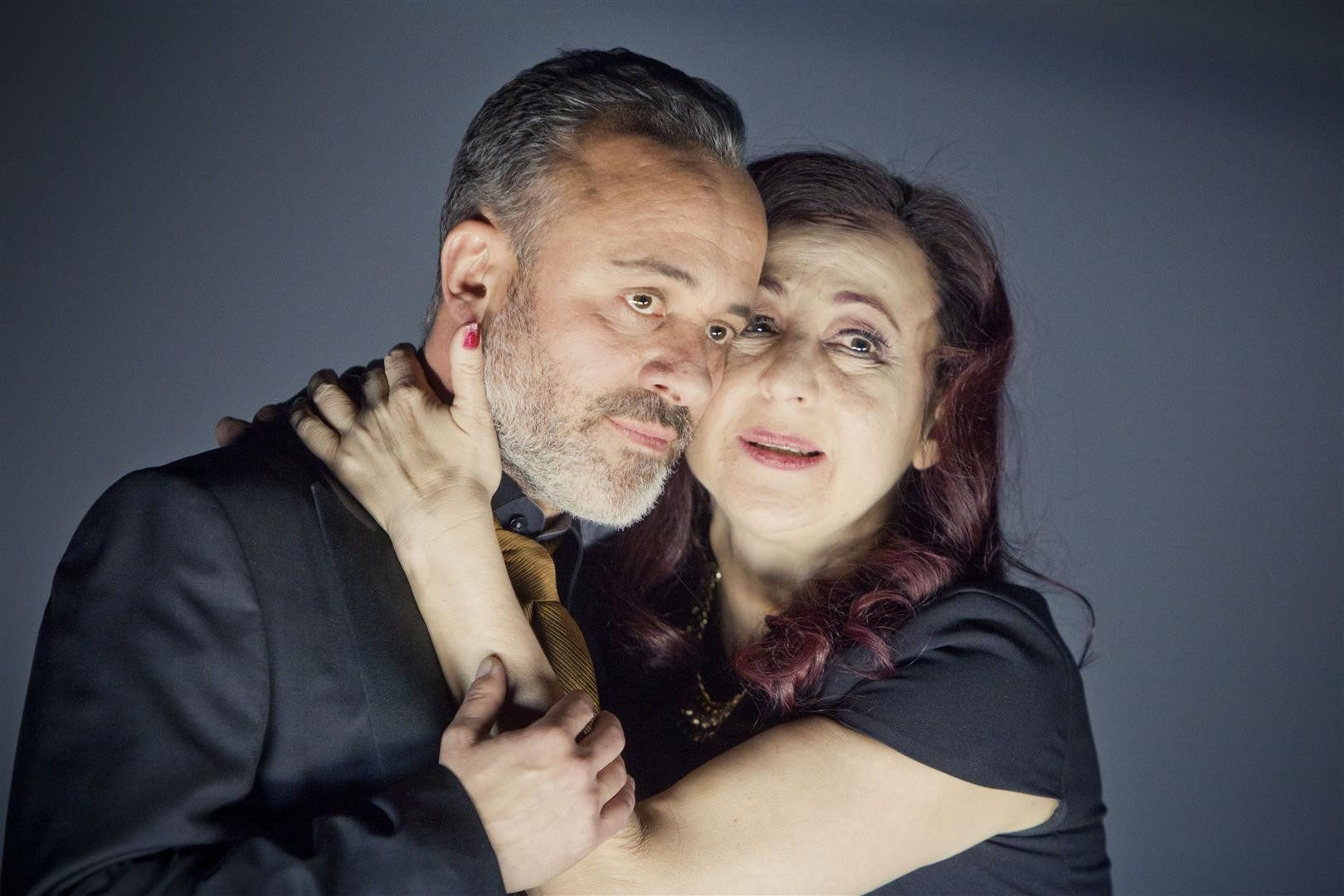
Javier Gutiérrez junto con Carmen Machi en el Festival Internacional de Teatro Clásico de Almagro, en la representación de la obra Los Mácbez, adaptación realizada por Juan Cavestany de Macbeth de Shakespeare.

## Cine y televisión
Su primer trabajo para el cine fue el guion de Los lobos de Washington, que terminaría convirtiéndose en largometraje dirigido por Mariano Barroso.
Para el cine, ha escrito, dirigido y autoproducido las películas El asombroso mundo de Borjamari y Pocholo (codirigida junto a Enrique  López  Lavigne) (2004), Gente de mala calidad (2008), Dispongo de barcos  (2010), El señor (2012) y Gente en sitios (2013) que obtuvo el premio Sant Jordi a la mejor película del 2013. En 2016 codirigió Esa sensación junto a Julián Génisson y Pablo Hernando.
Para televisión ha escrito la serie Vergüenza que se empezó a emitir en noviembre de 2017, en Movistar+ y que fue premiada como mejor serie de comedia en los premios Feroz.

### Películas
- El asombroso mundo de Borjamari y Pocholo (2004)
- Gente de mala calidad (2008)
- Dispongo de barcos (2010)
- El señor (2012)
- Gente en sitios (2013)
- Esa sensación (2015)
- Un efecto óptico (2020)

### Series
- Vergüenza (2017-)
- Vota Juan (2019-)

## Teatro
Empezó escribiendo pequeñas obras para la compañía el Animalario. Aunque el principal detonante de su carrera en el teatro fue la obra Urtain (2008), sobre el boxeador José Manuel Urtain,  coproducida por el Centro Dramático Nacional y el Animalario, que le valió el premio Max, al mejor autor teatral en castellano en 2010. También ha escrito y dirigido El traje (2012) y Tres en coma (2014).
En 2017, adaptó al teatro el clásico Moby Dick de Herman Melville en un montaje que fue estrenado en enero de 2018, dirigido por Andrés Lima y protagonizado por José María Pou